# 達克沃特 (內華達州)
達克沃特（英語：Duckwater）是位於美國內華達州奈縣的非建制地區。

## 歷史
達克沃特的郵局於1873年、1876年、1950年三度設立，又於1876年、1941年、1985年三度停運。

## 地理
達克沃特所處的海拔為高於海平面1674米（即5492英呎），而該地所採用的時區為UTC-8，即太平洋时区（PST）。同時該地設有夏令時間，為UTC-8調快一小時，即UTC-7（PDT）。